# Уди Кълвача
Уди Кълвача е американски анимационен герой. Филмите му са продуцирани от Universal Pictures. Уди е измислен и създаден още през 1940 г. от Уолтър Ланц.